# Elia Zeni
Elia Zeni (Cavalese, 5 giugno 2001) è un biatleta italiano.

## Biografia
Elia Zeni, originario di Tesero e attivo dalla stagione 2019-2020, ai Mondiali juniores di Soldier Hollow 2022 ha vinto la medaglia d'argento nella staffetta (con Iacopo Leonesio, David Zingerle e Michele Molinari); ha esordito in IBU Cup il 15 dicembre dello stesso anno in Val Ridanna in sprint (16º), in Coppa del Mondo il 20 gennaio 2023 ad Anterselva nella medesima specialità (52º) e ai Campionati mondiali a Oberhof 2023, dove si è classificato 48º nell'individuale, 53º nella sprint, 53º nell'inseguimento e 7º nella staffetta (assieme a Didier Bionaz, Tommaso Giacomel e Lukas Hofer).
È salito per la prima volta sul podio in Coppa del Mondo il 7 gennaio 2024 a  Oberhof in staffetta (3º assieme a Didier Bionaz, Lukas Hofer e Tommaso Giacomel); ai Mondiali di Nové Město na Moravě 2024 si è piazzato 53º nell'individuale e 6º nella staffetta e a quelli di Lenzerheide 2025 55º nell'individuale e 5º nella staffetta. Non ha preso parte a rassegne olimpiche.

## Palmarès

### Mondiali juoniores
- 1 medaglia:
  - 1 argento (staffetta a Soldier Hollow 2022)

### Coppa del Mondo
- Miglior piazzamento in classifica generale: 48ª nel 2024
- 2 podi (a squadre):
  - 2 terzi posti